# Ayazini
Der Ort Ayazini (auch Ayazin, in byzantinischer Zeit Metropolis) liegt im Landkreis İhsaniye der türkischen Provinz Afyonkarahisar, etwa 15 km östlich von İhsaniye und 30 km nördlich der Provinzhauptstadt Afyonkarahisar. Die Einwohnerzahl beträgt 925 (Stand: Ende 2024).
Der Ort liegt in einem von Südwesten nach Nordosten verlaufenden Tal, das eine Tufflandschaft aufweist, die von Felsenkirchen und -wohnungen in der Art der kappadokischen Höhlenbauten durchzogen ist. Der bedeutendste sakrale Bau ist eine byzantinische Kreuzkuppelkirche im Südwesten des Tals. Sie hat ein Tonnengewölbe, eine Reihe von sechs (abgebrochenen) Säulen sowie eine weiter in den Felsen reichende Taufkapelle. Bemerkenswert ist, dass Haupt- und Nebenapsiden sowie ein Teil der Kuppel nicht nur von innen in den Stein gearbeitet sind, sondern auch an der Außenseite modelliert sind.
Im weiteren Verlauf des Tals finden sich noch kleinere Kapellen, ein größerer Wohn- und Klosterkomplex in einem Nebental sowie Felsengräber römischen Ursprungs. Einige dieser Gräber befinden sich oberhalb des islamischen Friedhofs, darunter das Grab mit den ionischen Säulen, das in zwei Stockwerken jeweils zehn Nischengräber enthält. Das Grab wurde in byzantinischer Zeit in eine Kirche umgewandelt. In einem weiteren Grabbau ist ein Relief mit zwei Löwen zu sehen.

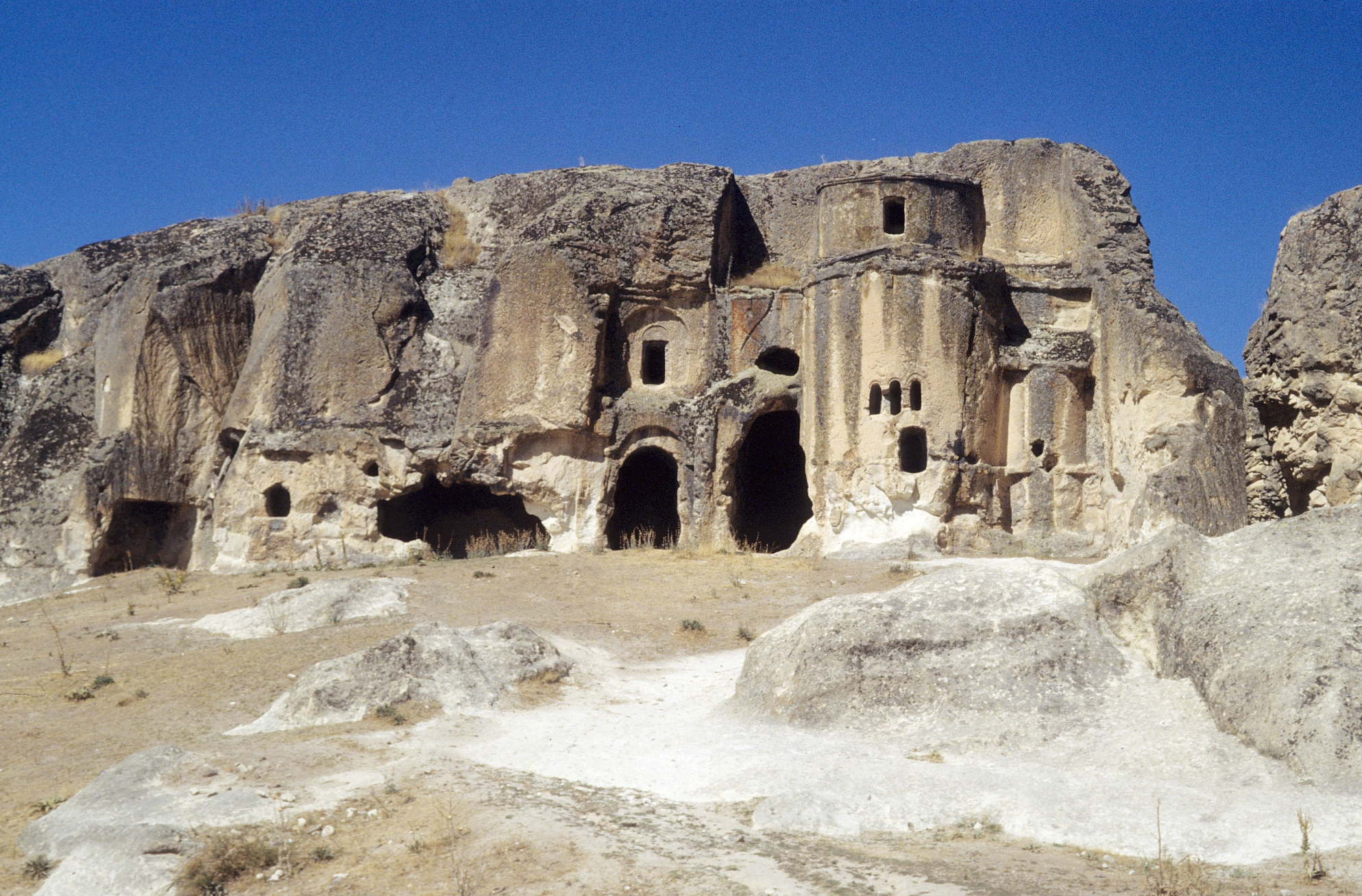
Felsenkirche
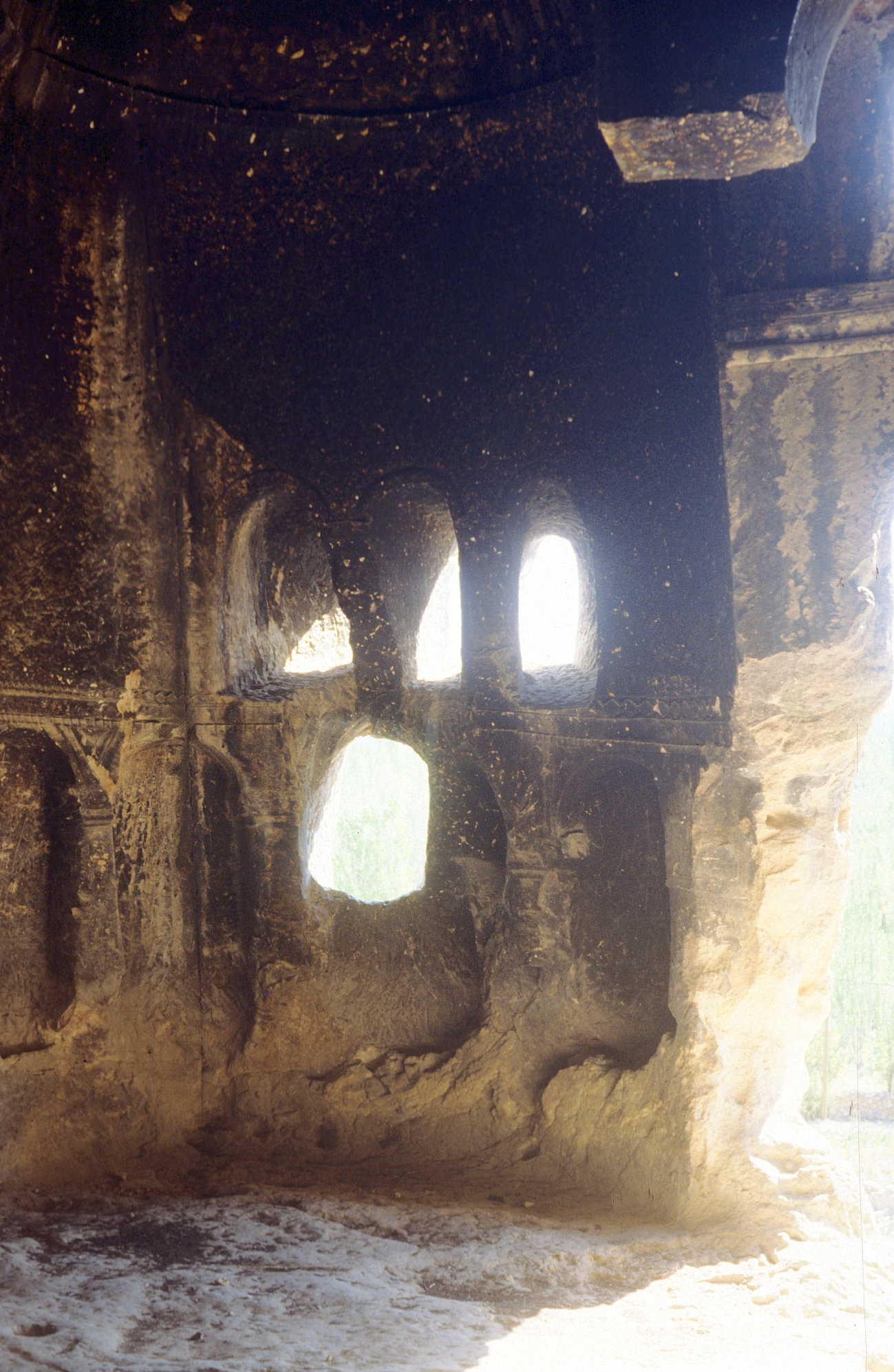
Innenraum der Kirche
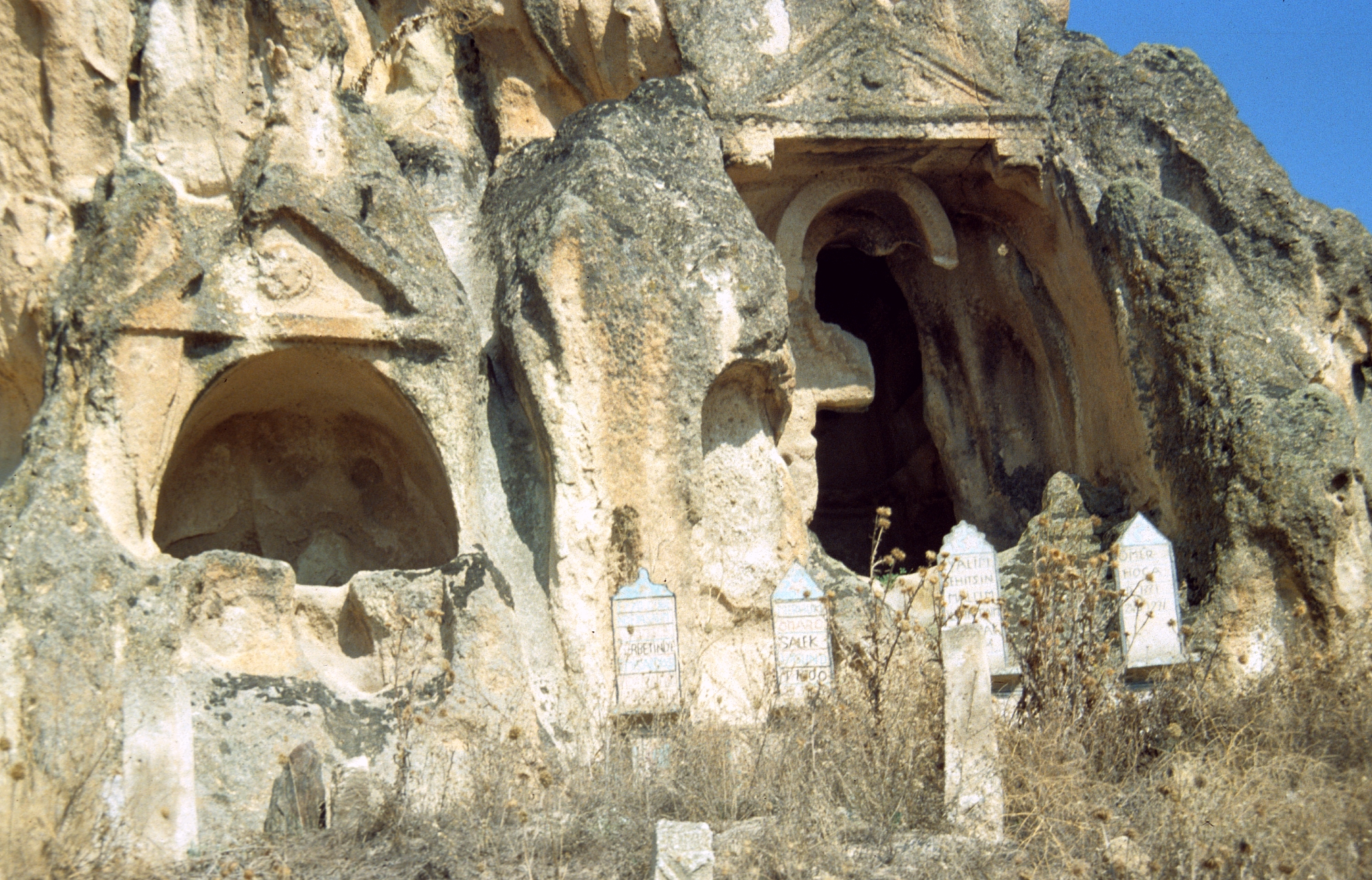
Römische Felsengräber über dem Friedhof
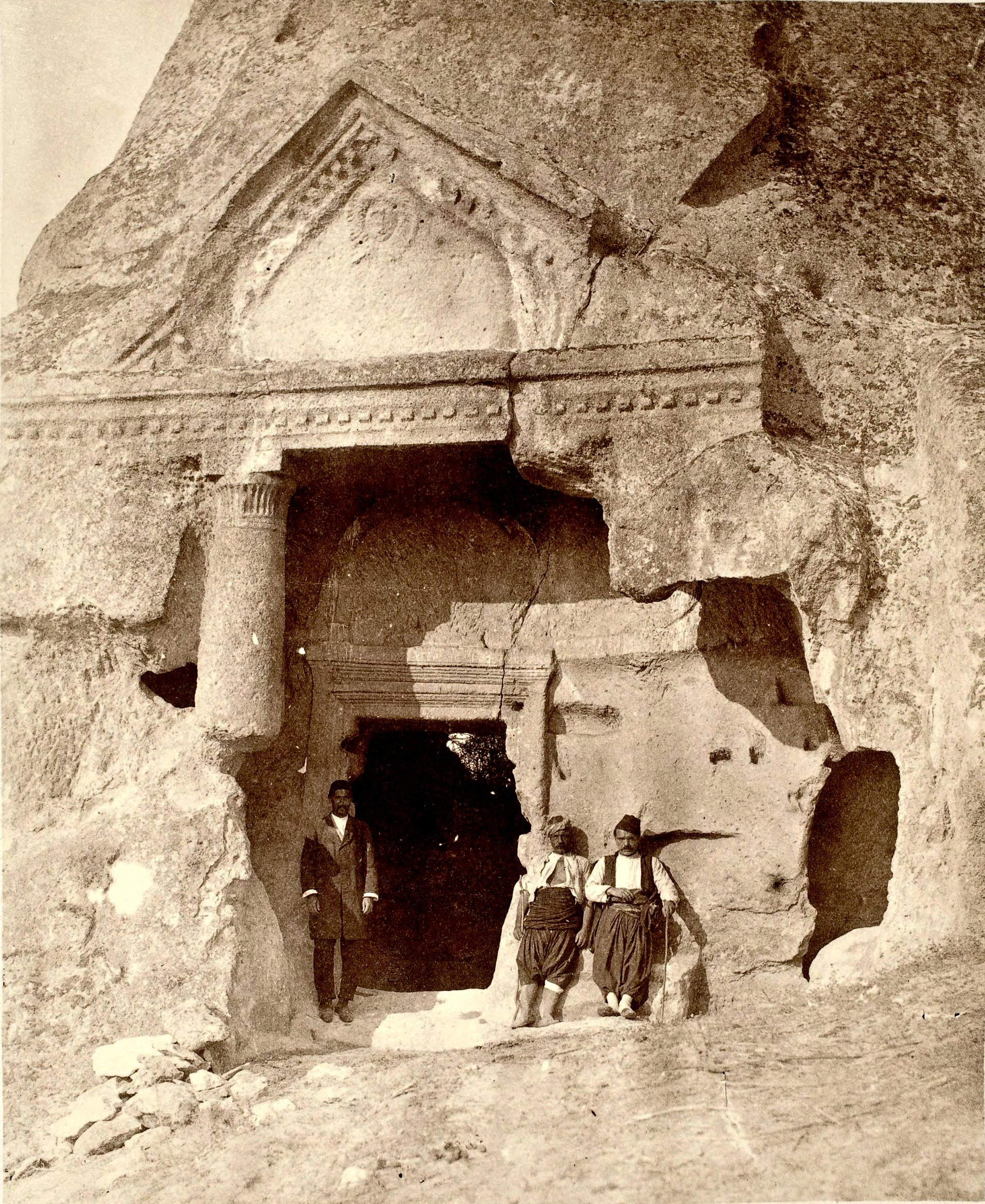
Fotografie von 1887